# Копылов, Василий Иванович (полный кавалер ордена Славы)
Василий Иванович Копылов — командир отделения взвода пешей разведки 85-го гвардейского стрелкового полка (32-я гвардейская стрелковая дивизия, 2-я гвардейская армия, 3-й Белорусский фронт) гвардии младший сержант, полный кавалер Ордена Славы.

## Биография
Василий Иванович Копылов родился в крестьянской семье в деревне Атракань Севского уезда Брянской губернии. Окончил 7 классов школы. Работал в колхозе.
В августе 1940 года Севским райвоенкоматом был призван в ряды Красной армии. На фронтах Великой Отечественной войны с ноября 1942 года.
6 сентября 1943 года приказом по 72 гвардейскому полку гвардии младший сержант Копылов был награждён медалью «За отвагу» за то, что в ночь с 18 на 19 августа 1943 года, находясь в боевом охранении на берегу реки Миус, столкнулся группой разведчиков противника. В бою с ними он уничтожил двоих, а остальные разбежались. В этом бою сам Копылов был ранен.
31 декабря 1943 года гвардии младший сержант Копылов приказом по 55-й гвардейской стрелковой дивизии был награждён медалью «За боевые заслуги» за то, что в боях на Таманском полуострове, обнаружив станковый пулемёт, мешавший продвижению стрелковых подразделений, он ещё с одним красноармейцем зашел к нему с левого фланга и, забросав его гранатами, уничтожил его вместе с расчётом.
Приказом по 55-й гвардейской стрелковой дивизии от 23 января 1944 года гвардии младший сержант Копылов был награждён второй медалью «За отвагу».
Во время рейда по тылам противника в Восточной Пруссии 16 апреля 1944 года в районе города Нойкурен (в настоящее время Пионерский) гвардии младший сержант Копылов обнаружил отходящий обоз противника. Атаковав его, группа Копылова уничтожила 4-х солдат противника и 3-х взяла в плен. В обозе также обнаружили ценные документы. Кроме того был захвачен миномёт. Приказом по 32 гвардейской дивизии от 14 мая 1944 года Копылов был награждён орденом Славы 3-й степени.
Во время подготовки к наступлению по разгрому Восточно-Прусской группировки противника, 2 марта 1945 года гвардии младший сержант Копылов получил задание по захвату контрольного пленного. В ночь на 3 марта, обнаружив боевое охранение противника, группа забросала его гранатами и уничтожила 12 солдат противника и схватила одного, которого доставили в штаб и он дал ценные сведения об огневой системе противника. Эта информация позволила парализовать огневую систему противника. 3 марта 1945 года Копылов действуя в боевых порядках пехоты, первым ворвался в траншею противника и уничтожил пулемётный расчёт. Завладев пулемётом, прикрыл наступление стрелковых подразделений. Приказом по 2-й гвардейской армии от 30 марта 1945 года он был награждён орденом Славы 2-й степени.
В боях по прорыву обороны противника западнее населённого пункта Вальтеркемен (в настоящее время Ольховатка Калининградской области), 16 января 1945 года, проводя разведку боем по взятию контрольного пленного гвардии, младший сержант Копылов первым бросился в траншею и увлёк за собой остальных разведчиков. Первым вступил в рукопашную схватку и уничтожил двоих солдат противника. Ворвавшись в блиндаж, схватил, находившегося там солдата и схватив его за горло, доставил его в штаб, где тот дал ценные сведения. 18 января во время яростных контратак противника Копылов находился в боевых порядках пехоты и, обнаружив противника просочившегося на позиции, поднял взвод в атаку и отбросил его с большими потерями для противника. Приказом по 11-му гвардейскому стрелковому корпусу от 10 февраля 1945 года он был награждён орденом Отечественной войны 1-й степени.
Уничтожая окружённые немецко-фашистские войска на Земландском полуострове, гвардии младший сержант Копылов проявил мужество, отвагу и геройство. 17 апреля 1945 года полк наступал на сильно укреплённый опорный пункт противника Фишхаузен (в настоящее время Приморск Калининградской области. Сильный огонь батарей противника не давал возможности дальнейшего продвижения наступающим подразделениям. С задачей разведки огневых точек противника была послана группа разведчиков во главе Копыловым. Пренебрегая опасностью, под шквальным артиллерийско-миномётным огнём группа зашла с фланга к противнику и стремительно атаковала его. В завязавшемся гранатном, а затем и в рукопашном бою Копылов со своей группой истребил 32 солдата противника, подавил огонь миномётной батареи противника и 3 пулемётных точки. Под давлением численно превосходящих сил противника, используя занятые блиндажи, группа Копылова отразила 5 яростных контратак противника.
Противник, желая вернуть утраченные позиции, вторично контратаковал разведчиков при поддержке самоходной пушки. Неравный бой 7 гвардейцев продолжался 4 часа. В ходе боя самоходная пушка была подорвана Копыловым, а 30 солдат противника были истреблены. Подошедшие атакующие подразделения, благодаря успеха группы Копылова штурмом овладели станцией Фишхаузен. Впереди штурмующих находился Копылов со своей группой. Ворвавшись в станционное здание Копылов подавил огонь двух станковых пулемётов. Своими действиями Копылов обеспечил успех в занятии сильно укреплённого пункта противника. Указом Президиума Верховного Совета СССР от 29 июня 1945 года он был награждён орденом Славы 1-й степени.
Гвардии старший сержант Копылов был демобилизован в сентябре 1945 года. Вернулся на родину. Работал в охране на заводе «Стрела» в городе Суземка. Жил в посёлке Нерусса Суземского района.
Скончался Василий Иванович Копылов 7 января 1979 года.